# 科爾什夫 (盧茨克區)
50°39′44″N 25°7′40″E / 50.66222°N 25.12778°E
科爾什夫（烏克蘭語：Коршів）是位於烏克蘭西北部沃倫州盧茨克區的村莊，始建於1545年，面積2.64平方公里，海拔高度218米，2001年該城鎮人口683。